# داستان عامه‌پسند: شهر فرشتگان
داستان عامه‌پسند: شهر فرشتگان (به انگلیسی: Penny Dreadful: City of Angels)، یک مجموعه تلویزیونی آمریکایی در ژانر فانتزی تاریک دلهره‌آور است که توسط جان لوگان خلق شده‌است. شهر فرشتگان، اسپین‌آف سریال فانتزی داستان عامه‌پسند است و حوادث آن ۵۰ سال بعد از سریال اصلی و در دوران عصر طلایی هالیوود در دهه ۳۰ رخ می‌دهد. ناتالی دورمر، دنیل زوواتو، کری بیشی، آدریانا بارازا، مایکل گلیدیس، روری کینیار و ناتان لین ستارگان سریال هستند. سم مندس یکی از تهیه‌کنندگان اجرایی سریال است.
فصل نخست سریال از تاریخ ۲۶ آوریل ۲۰۲۰ و توسط شبکه شوتایم به روی آنتن رفت. شهر فرشتگان با استقبال خوب منتقدان همراه بود و در زمینه داستان و شخصیت‌پردازی، ایجاد تعلیق و تیم بازیگری ستایش شد.